# Episodi di The Guardian (prima stagione)
La prima stagione della serie televisiva The Guardian, composta da 22 episodi, è stata trasmessa negli Stati Uniti dal 25 settembre 2001 al 21 maggio 2002 dalla CBS.
In Italia la stagione è andata in onda in prima visione da Canale 5 dal 28 giugno 2004 al 22 novembre 2004.
| nº | Titolo originale           | Titolo italiano            | Prima TV USA      | Prima TV Italia   |
| -- | -------------------------- | -------------------------- | ----------------- | ----------------- |
| 1  | Pilot                      | Un mondo nuovo             | 25 settembre 2001 | 28 giugno 2004    |
| 2  | Reunion                    | Fratelli                   | 2 ottobre 2001    | 5 luglio 2004     |
| 3  | Paternity                  | Una questione morale       | 9 ottobre 2001    | 12 luglio 2004    |
| 4  | Lolita?                    | Il peso dei ricordi        | 16 ottobre 2001   | 19 luglio 2004    |
| 5  | The Men from the Boys      | Processi paralleli         | 23 ottobre 2001   | 26 luglio 2004    |
| 6  | Indian Summer              | Sotto ricatto              | 30 ottobre 2001   | 2 agosto 2004     |
| 7  | Feeding Frenzy             | Avvocato in manette        | 6 novembre 2001   | 9 agosto 2004     |
| 8  | Heart                      | Un cuore nuovo             | 20 novembre 2001  | 16 agosto 2004    |
| 9  | The Funnies                | Giocattoli                 | 27 novembre 2001  | 23 agosto 2004    |
| 10 | Loyalites                  | Amore e odio               | 11 dicembre 2001  | 30 agosto 2004    |
| 11 | Home                       | Cause di famiglia          | 18 dicembre 2001  | 6 settembre 2004  |
| 12 | Causality                  | Festa di compleanno        | 8 gennaio 2002    | 13 settembre 2004 |
| 13 | Privilege                  | Segreto professionale      | 22 gennaio 2002   | 20 settembre 2004 |
| 14 | Family                     | Affetti particolari        | 5 febbraio 2002   | 27 settembre 2004 |
| 15 | In Loco Parentis           | L'affidamento              | 26 febbraio 2002  | 4 ottobre 2004    |
| 16 | Solidarity                 | Conflitto di interesse     | 5 marzo 2002      | 11 ottobre 2004   |
| 17 | The Divide                 | Investimenti e separazioni | 12 marzo 2002     | 18 ottobre 2004   |
| 18 | Mothers of the Disappeared | Arrivi e partenze          | 26 marzo 2002     | 25 ottobre 2004   |
| 19 | Lawyers, Guns and Money    | Legge, soldi e pistole     | 9 aprile 2002     | 1º novembre 2004  |
| 20 | Shelter                    | Nuovi impegni              | 7 maggio 2002     | 8 novembre 2004   |
| 21 | Chinese Wall               | Patto di ferro             | 14 maggio 2002    | 15 novembre 2004  |
| 22 | The Beginning              | Il compromesso             | 21 maggio 2002    | 22 novembre 2004  |

## Un mondo nuovo
- Titolo originale: Pilot
- Diretto da: Michael Pressman
- Scritto da: David Hollander e Elisa Bell

### Trama
L'avvocato difensore Nick Fallin lavora alla comunità come difensore dei bambini per soddisfare parte della sua condanna penale. Però suo padre Burton gli affida il suo primo caso che riguarda un bambino che dovrebbe essere affidato ai suoi nonni paterni, visto che suo padre è accusato dell'omicidio di sua moglie nonché madre del bambino.

## Fratelli
- Titolo originale: Reunion
- Diretto da: Michael Pressman
- Scritto da: David Hollander

### Trama
Per tenere insieme la causa dell'uomo contro una società farmaceutica, Nick placa una pletora di interessi in competizione. Ma, alla fine tutto si riduce al fatto il bambino testimonierà contro il padre. L'avvocato dell'infanzia James Mooney è impegnato nel caso di un dodicenne che si rifiuta di stare con suo fratello.

## Una questione morale
- Titolo originale: Paternity
- Diretto da: Joan Tewkesbury
- Scritto da: Michael R. Perry

### Trama
Nick prende il caso di un ragazzino costretto su una sedia a rotelle per una malattia alla colonna vertebrale con una madre in prigione per prostituzione e il patrigno che ha precedenti penali, quindi i servizi sociali consigliano a Nick di portarlo in un istituto di igiene mentale.

## Il peso dei ricordi
- Titolo originale: Lolita?
- Diretto da: Charles Haid
- Scritto da: David Hollander

### Trama
Nick gestisce un caso di una fabbrica a rischio chiusura per fallimento e anche il caso di una quindicenne abusata dal suo patrigno poliziotto.

## Processi paralleli
- Titolo originale: The Men from the Boys
- Diretto da: Peter Levin
- Scritto da: Peter Parnell

### Trama
Nick corre dei rischi contro un giudice omosessuale per un caso di un sedicenne, che potrebbe essere adottato da una famiglia omosessuale.

## Sotto ricatto
- Titolo originale: Indian Summer
- Diretto da: Lou Antonio
- Scritto da: David Hollander

### Trama
Nick affronta il caso di un'adolescente, il cui un passato violento significa che la coppia interessata ad adottare la sua sorellina Lisa (anche lei cliente di Nick) non sarà nel patto e la ragazza seduce Nick credendo di essere adulta.

## Avvocato in manette
- Titolo originale: Feeding Frenzy
- Diretto da: Peter Medak
- Scritto da: Alfonso H. Moreno

### Trama
Nick affronta il caso di un ragazzo, la cui madre chiede la custodia perché è stato indotto con l'inganno a scambiare un impianto stereo per un cellulare del suo vicino spacciatore di droga, ma Nick difende il ragazzo anche con l'accusa di omicidio dello stesso spacciatore.

## Un cuore d'oro
- Titolo originale: Heart
- Diretto da: Jeremy Kagan
- Scritto da: David Hollander

### Trama
Un uomo chiede aiuto a Nick per un caso di un ex CEO con un cancro terminale, in cui soci in affari e fratelli, invocano una clausola contrattuale che consente loro di rivendere le sue azioni ad un prezzo storico.

## Giocattoli
- Titolo originale: The Funnies
- Diretto da: Lou Antonio
- Scritto da: David Hollander, Michael R. Perry e Peter Parnell

### Trama
Nick affronta il caso della segretaria dei servizi sociali, il cui figlio adolescente è stato arrestato per possesso di droga trovata nella sua auto, ma la situazione si complica quando un ragazzo del vicinato muore per overdose di droga.

## Amore e odio
- Titolo originale: Lovalty
- Diretto da: Arvin Brown
- Scritto da: David Hollander

### Trama
Nick è sconvolto quando una sua collega in cui Burton era pronto ad assumere, opta per il lavoro nei servizi sociali, dove Alvin la nomina sua senior.

## Cause di famiglia
- Titolo originale: Home
- Diretto da: Oz Scott
- Scritto da: David Hollander e Alfonso H. Moreno

### Trama
Nick si prepara a trasferirsi in un altro studio legale con la supervisione di Meghan Barstow, ma è stato affidato il caso di un ragazzo che vuole vivere con il padre schizofrenico. 

## Festa di compleanno
- Titolo originale: Causality
- Diretto da: Jeremy Kagan
- Scritto da: David Hollander e Peter Parnell

### Trama
Nick inizia il suo nuovo incarico in una maniera sfavorevole. In una causa contro l'azienda di Burton, che rappresenta un figlio contro suo padre nel trasferimento del controllo di un'azienda.

## Segreto professionale
- Titolo originale: Privilege
- Diretto da: Graeme Clifford
- Scritto da: Michael R. Perry e David Hollander

### Trama
Nick sfugge ai problemi di libertà vigilata, esprime il suo disagio da Kik e torna nello studio di Burton. 

## Affetti particolari
- Titolo originale: Family
- Diretto da: Andy Wolk
- Scritto da: Rick Eid e Alfonso H. Moreno

### Trama
I Fallin ricevono la visita di Liz, la cognata di Burton ed ex amante segreta, che ha bisogno che vendano la sua agenzia pubblicitaria per saldare i suoi debiti e avviare un fondo fiduciario per suo figlio, poiché ha un cancro terminale.

## L'affidamento
- Titolo originale: In Loco Parentis
- Diretto da: Michael Pressman
- Scritto da: David Hollander

### Trama
Un padre contesta l'adozione di suo figlio, senza nemmeno ascoltarlo, e una presunta tossicodipendente riabilitata chiede aiuto per evitare il peggio.

## Conflitto di interesse
- Titolo originale: Solidariety
- Diretto da: Lou Antonio
- Scritto da: David Hollander e Michael R. Perry

### Trama
Nick prende il caso di una madre, opponendosi alla richiesta di emancipazione di uno studente modello autosufficiente. Però Nick scopre che il rappresentante sindacale Barry è inflessibile a causa delle ambizioni politiche.

## Investimenti e separazioni
- Titolo originale: The Divide
- Diretto da: Alan Myerson
- Scritto da: Rick Eid, Alfonso H. Moreno e David Hollander

### Trama
Nick prende il caso di uno studente geniale, che si oppone all'adozione dell'ex assistente sociale perché ha fatto marcia indietro sulla promessa di adottare il suo fratello maggiore.

## Arrivi e partenze
- Titolo originale: Mothers of the Disappeared
- Diretto da: Steven Robman
- Scritto da: David Hollander e Michael R. Perry

### Trama
Il giudice omossessuale Stanton, che aveva rimosso Nick dalla comunità, viene promosso come giudice federale ma muore d'infarto subito dopo e Nick bada al suo cane ma Burton ricorda il suo consiglio che c'è di più nella vita di un avvocato che di clienti redditizi e per di più Nick prende il caso di una donna, che ha bisogno di incassare il fondo fiduciario della figlia scomparsa per tenere l'altra figlia. Mentre Alvin difende un'adolescente che è stato ritenuto inadatto ai centri di accoglienza.

## Legge, soldi e pistole
- Titolo originale: Lawyers, Guns and Money
- Diretto da: Jerry Levine
- Scritto da: Rick Eid, Michael R. Perry e David Hollander

### Trama
L'agente per la libertà vigilata di Nick, lo ricatta per convincerlo a negoziare l'acquisizione di un night club da un proprietario con la compagna dell'agente, e Nick difende un ex detenuto che vuole avere il diritto di visita per sua figlia, anche se la madre non gli acconsente.

## Nuovi impegni
- Titolo originale: Shelter
- Diretto da: Steve Gomer
- Scritto da: Michael R. Perry, Rick Eid e David Hollander

### Trama
Nick e Lulu difendono un orfano e la sua fidanzatina che hanno appena avuto un bambino. Mentre Burton, in attesa di essere nominato giudice federale, inizia a trasmettere i clienti più importanti di Nick.

## Patto di ferro
- Titolo originale: The Chinese Wall
- Diretto da: Joan Tewkesbury
- Scritto da: Peter Parnell, Alfonso H. Moreno e David Hollander

### Trama
Un ex senatore della Pennsylvania Nathan Caldwell viene nominato socio anziano da Burton, con il suo ex capo di stato maggiore Mitchell Lichtman come associato.

## Il compromesso
- Titolo originale: The Beginning
- Diretto da: Michael Pressman
- Scritto da: David Hollander e Anne McGrail

### Trama
Nick decide di diventare il tutore legale di Hunter dopo la morte del padre, e si diverte a legare con il ragazzo brillante e timido durante il baseball. Burton, nel frattempo è diventato giudice federale e nomina Nathan Caldwell socio dirigente.